# تایل
تایل (به هلندی: Tuil) یک منطقهٔ مسکونی در هلند است که در نیرینن واقع شده‌است. تایل ۶۵۷ نفر جمعیت دارد.